# Guadalquivir
Guadalquivir (udtale: [ɡwaðalkiˈβir]?) er den næstlængste flod i Spanien og den længste i Andalusien. Den er 657 kilometer lang og afvander et areal på cirka 58.000 kvadratkilometer. Floden har sit udspring i Cañada de las Fuentes i Cazorla-bjergene i Jaénprovinsen; flyder gennem Córdoba og Sevilla og udmunder i Cádizbugten ved fiskerlandsbyen Bonanza i Sanlúcar de Barrameda, hvor den tilflyder Atlanterhavet. Marsklandskabet i lavlandet ved flodens udmunding er kendt som Las Marismas som grænser op til Doñana Nationalparken.
Guadalquivir er den eneste store navigerbare flod i Spanien. I dag er den sejlbar til Sevilla, men under tiden for antikkens Rom var den sejlbar helt til Córdoba. Den gamle by Tartessos siges at have ligget ved Guadalquivirs udmunding, selvom det endnu ikke er lykkedes at finde dens beliggenhed.